# Hilary Henkin
Hilary Beth Henkin (New Orleans, 19 novembre 1952) è una sceneggiatrice statunitense.
Fu nominata per il Golden Globe per Academy Award, nel 1997, a seguito del suo lavoro nella sceneggiatura di Wag the Dog. La sceneggiatura fu inizialmente accreditata a David Mamet fino a quando la Writers Guild of America intervenne a favore dell'Henkin che fu accreditata per l'elaborazione della struttura della sceneggiatura, che fu in seguito adattata al romanzo di Larry Beinhart: American Hero. Le sue altre sceneggiature includono: V per Vendetta (2006) (non accreditato), Romeo Is Bleeding (1993), Il duro del Road House (1989), Lost Angels (1989), Fatal Beauty (1987), Flowers in the Attic (1987), Blue Heaven (1985), Prisoners (1981), e Headin' for Broadway (1980).